# The Fire Raisers
The Fire Raisers is een Britse misdaadfilm uit 1934 onder regie van Michael Powell.

## Verhaal
Jim Bronton onderzoekt verzekeringsfraude. Hij is ontrevreden over zijn baan en hij laat zich daarom in met een bende brandstichters. Dan begint zijn geweten hem parten te spelen.

## Rolverdeling
| Acteur              | Personage     |
| ------------------- | ------------- |
| Leslie Banks        | Jim Bronton   |
| Anne Gray           | Arden Brent   |
| Carol Goodner       | Helen Vaughan |
| Frank Cellier       | Brent         |
| Francis L. Sullivan | Stedding      |
| Lawrence Anderson   | Twist         |
| Harry Caine         | Bates         |
| George Merritt      | Sonners       |